# Frans Derix
Frans Derix (Horst, 29 september 1942 – Venray, 4 juli 2006) was een Nederlands voetballer. Hij stond onder contract bij VVV en Fortuna SC.

## Spelerscarrière
Derix maakte in 1963 de overstap van amateurclub Wittenhorst naar VVV. Op 25 augustus 1963, de eerste speeldag van het seizoen 1963-'64, maakte hij er direct zijn competitiedebuut in een thuiswedstrijd tegen Telstar (1-1). Tussen 1964 en 1969 werd hij vijf seizoenen op rij clubtopscorer bij de Venlose club.
Na zes seizoenen bij VVV werd hij in juni 1969 samen met ploegmaat Jan van 't Hek voor 50.000 gulden verkocht aan Fortuna SC. Daar kon hij zijn faam niet waar maken. In drie seizoenen bij de Sittardse club kwam hij slechts tot één doelpunt.

## Verdere loopbaan
Na zijn spelerscarrière is Derix enige tijd werkzaam geweest als trainer in het amateurvoetbal, onder andere bij GVV '57, BVV '27 en RKSVN. In 2006 overleed hij op 63-jarige leeftijd. Zijn zoon Harold werd later eveneens profvoetballer bij onder andere VVV.

## Statistieken
| Seizoen         | Club            | Competitie      | Competitie | Competitie | Beker | Beker | Playoffs | Playoffs | Totaal | Totaal |
| Seizoen         | Club            | Competitie      | Wed.       | Dlp.       | Wed.  | Dlp.  | Wed.     | Dlp.     | Wed.   | Dlp.   |
| --------------- | --------------- | --------------- | ---------- | ---------- | ----- | ----- | -------- | -------- | ------ | ------ |
| 1963/64         | VVV             | Eerste divisie  | 24         | 3          | 2     | 0     | —        | —        | 26     | 3      |
| 1964/65         | VVV             | Eerste divisie  | 30         | 14         | 2     | 1     | —        | —        | 32     | 15     |
| 1965/66         | VVV             | Eerste divisie  | 20         | 8          | 2     | 1     | —        | —        | 22     | 9      |
| 1966/67         | FC VVV          | Tweede divisie  | 35         | 23         | —     | —     | —        | —        | 35     | 23     |
| 1967/68         | FC VVV          | Eerste divisie  | 29         | 12         | 3     | 1     | 2        | 3        | 34     | 16     |
| 1968/69         | FC VVV          | Tweede divisie  | 34         | 16         | 1     | 1     | —        | —        | 35     | 17     |
| 1969/70         | Fortuna SC      | Eerste divisie  | 20         | 1          | 0     | 0     | —        | —        | 20     | 1      |
| 1970/71         | Fortuna SC      | Eerste divisie  | 0          | 0          | 0     | 0     | —        | —        | 0      | 0      |
| 1971/72         | Fortuna SC      | Eerste divisie  | 2          | 0          | 0     | 0     | —        | —        | 2      | 0      |
| Carrière totaal | Carrière totaal | Carrière totaal | 194        | 77         | 10    | 4     | 2        | 3        | 206    | 84     |